# Steven Reid
Pour les articles homonymes, voir Steven Reid (homonymie) et Reid.
Steven John Reid, né le 10 mars 1981 à Kingston upon Thames (Angleterre), est un footballeur international irlandais qui évoluait au poste de milieu de terrain.

## Carrière en club
Il a fait ses débuts avec le club de Millwall pendant la saison 1997-1998, à l'âge de 17 ans. Au terme de la saison 2000-2001, il a connu avec ce club la promotion en Football League Championship (équivalent à la Ligue 2 en Angleterre et qui, en 2001, s'appelait la First Division). Ses performances commencèrent à intéresser des clubs plus huppés, et finalement, il s'engagea pour les Blackburn Rovers en juillet 2003, à la suite d'un transfert d'un montant de 1,85 million de livres sterling.
Il livra son premier match avec les Blackburn Rovers le 23 août 2003, en remplaçant son coéquipier Vratislav Greško à la 76e minute d'un match au cours duquel il connut la mésaventure de se faire exclure 12 minutes plus tard. Il participa finalement à 19 rencontres lors de cette première saison au sein des Blackburn Rovers.
Au cours de la saison 2004-2005, un changement de manageur fit venir Mark Hughes à la tête des Blackburn Rovers et celui-ci replaça Steven Reid d'un poste de milieu latéral (ailier) à un poste de milieu central. Lors de son premier match à ce nouveau poste, le 6 mars 2005, Steven Reid fut élu homme du match et inscrivit le seul but d'une victoire 1-0 contre Everton. Depuis lors, il n'a plus rejoué de match sur l'aile.
En décembre 2005, un but inscrit par Steven Reid contre Wigan fut élu But du mois par l'émission de la BBC, Match of the Day. Steven Reid inscrivit aussi un but très important, le 2 mai 2006, qui donna une victoire 1-0 contre Chelsea et assura mathématiquement la qualification de Blackburn pour la Coupe UEFA 2006-2007.
Malheureusement, Steven Reid manqua la quasi-totalité de la saison 2006-2007 (il ne participa qu'à 3 matches) à cause d'une blessure aux ligaments croisés.
Le 16 mai 2014 il est libéré du West Bromwich Albion. Début juillet 2014, il s'engage pour une saison avec le Burnley FC. Il ne joue que sept matchs avec cette équipe et en fin de saison, Burnley est relégué en Championship. Le 18 mai 2015, il annonce qu'il met un terme à sa carrière.

## Carrière internationale
Steven Reid est sélectionnable pour l'équipe d'Irlande de football, bien qu'il endossa le maillot des sélections anglaises lorsqu'il était junior. C'est le fait d'avoir des grands-parents irlandais qui lui donna la possibilité de représenter l'Irlande.
Il fit partie de la sélection irlandaise qui participa à la Coupe du monde de football de 2002 après avoir été appelé tardivement en remplacement d'un joueur blessé.
Le 16 août 2006, Steven Reid eut les honneurs de porter le brassard de capitaine de la sélection irlandaise, lors d'un match amical contre les Pays-Bas.

## Palmarès
- Millwall
  - League One
    - Champion : 2001